# لویی بلریو

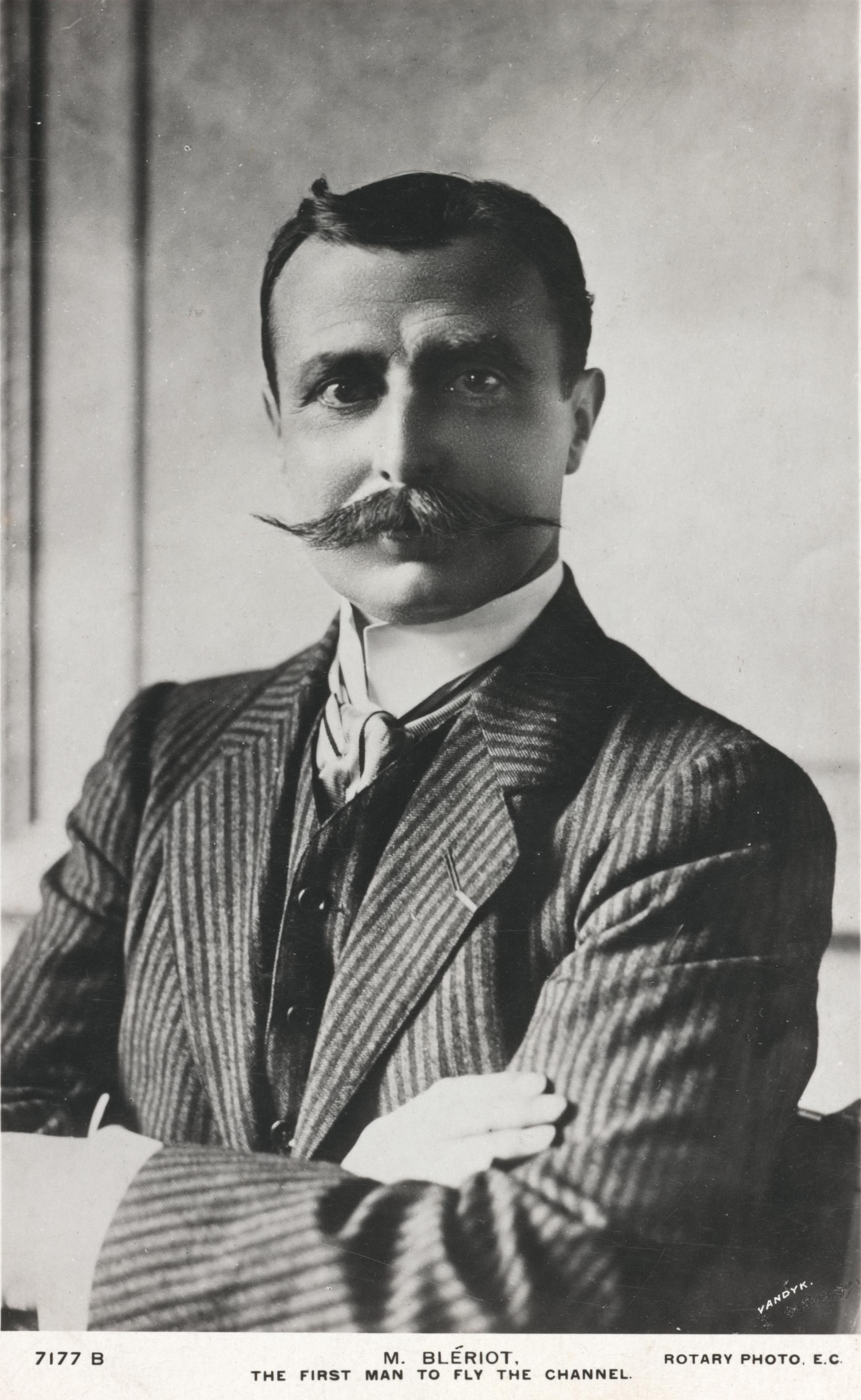
لویی بلریو

لویی بلریو (به فرانسوی: Louis Blériot) (ژوئیه ۱۸۷۲–۲ اوت ۱۹۳۶) خلبان، مهندس و مخترع فرانسوی؛ از پیشگامان شاخص عرصهٔ هواپیمایی بود.

## گذر از تنگهٔ مانش

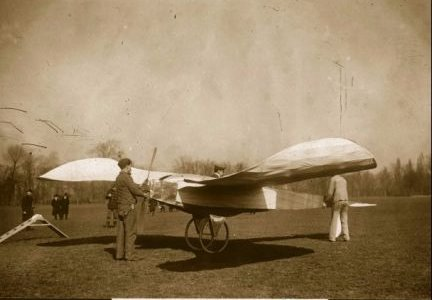
بلریو هواپیمای تک‌سرنشینش را برای پرواز آماده می‌کند.

بلریو شهرتش را بیشتر از هر چیز مدیون آن است که برای نخستین بار توانست از کانال مانش با هواپیما گذر کند. وی در ۲۵ ژوئیهٔ ۱۹۰۹ با یکی از هواپیماهای ساخت خود از بندر کاله (به فرانسوی: Calais) در فرانسه پرواز کرد و ۲۷ دقیقه بعد در شهر دووِر (به انگلیسی: Dover) بریتانیا فرود آمد (محل فرود: ۵۱°۰۷′۵۲″شمالی ۱°۱۹′۳۴″شرقی / ۵۱٫۱۳۱۲°شمالی ۱٫۳۲۶°شرقی). به خاطر این موفقیت، لویی برندهٔ جایزهٔ ۱۰۰۰ پوندی روزنامهٔ دیلی میل لندن شد.

## افتخارات دیگر
- نخستین سازندهٔ یک هواپیمای تک‌سرنشین کارآمد در ژانویهٔ ۱۹۰۷
- پیشگام در ایجاد مدرسه‌های خلبانی
- پیشگام در برگزاری مسابقه‌های خلبانی و پروازی